# 塔影楼
塔影楼位于中国广州市沿江西路的珠江河畔。
塔影楼是孙中山好友陈少白于1919年在西堤联兴码头旁建联兴码头办事所兼住宅的建筑。全楼为四层西式洋房、顶层是中式四檐滴水结构，因晚上倒映至江中尤如灯塔，故名塔影楼，但多年来被人传称为“鬼楼”。后被公布为广州市登记保护文物单位，2004年10月经过修葺后重新开放，改成西餐厅后备受民众质疑。